# Ротонда Шухова
Ротонда Шухова — круглый стальной павильон-ротонда, построенный инженером В. Г. Шуховым для Всероссийской промышленной и художественной выставки 1896 года в Нижнем Новгороде.
Сооружение диаметром 68 м имело крышу в виде сильно натянутого висячего кольцеобразного в плане сетчатого перекрытия-оболочки со стальной висячей мембраной диаметром 25 м в центральной части. Это была первая в мире мембранная конструкция перекрытий зданий. Комбинация двух перекрытий-оболочек наглядно демонстрировала возможности использования стали в архитектуре.
Поверх стального каркаса наружной цилиндрической стены ротонды Шухова было закреплено мощное несущее клёпаное стальное кольцо диаметром 68 м. В центральной части ротонды располагалось второе несущее кольцо диаметром 25 м, установленное на 16 решетчатых лёгких стальных колоннах. Между кольцами крепилась висячая крыша из пересекающихся в виде ромбовидной сетки несущих стальных полос сечением 50×5 мм, покрытых тонкой жестью. Поверх стальной сетки равномерно располагались большие шестиугольные рамы со стёклами для верхнего света. В центре ротонды Шухова к 25-метровому кольцевому основанию крепилось первое в мире стальное мембранное перекрытие-оболочка, в виде вогнутого шарообразного купола из листового железа толщиной 2 мм. Дождевая вода из вогнутой мембраны отводилась тонкими трубами, идущими от центра до колонн и далее в самих колоннах.
Конструкция привлекла внимание зарубежных специалистов, и ей было посвящено несколько публикаций в европейских журналах конца XIX века. Ротонда Шухова и сейчас фигурирует в международных базах строительных конструкций как первое сооружение, покрытое тонкостенным перекрытием-оболочкой. В XX веке перекрытия-оболочки стали одним из выразительных элементов структурного экспрессионизма и их использовали в своих сооружениях знаменитые архитекторы Пьер Нерви, Эро Сааринен, Йорн Утзон, Кэндзо Тангэ, Норман Фостер. Сейчас использование перекрытий-оболочек прочно вошло в практику европейской, североамериканской и японской архитектуры.
- Ротонда и прямоугольный павильон с висячими перекрытиями-оболочками В. Г. Шухова, Нижний Новгород, 1896
- Висячие перекрытия-оболочки В. Г. Шухова, Нижний Новгород, 1896
- Ротонда В. Г. Шухова, Нижний Новгород, 1896